# Untermainschleusen
Untermainschleusen este o arie protejată (arie de protecție specială avifaunistică — SPA) din Germania întinsă pe o suprafață de 185,44 ha, integral pe uscat.

## Localizare
Centrul sitului Untermainschleusen este situat la coordonatele 50°02′36″N 8°29′19″E / 50.0433°N 8.4886°E.

## Înființare
Situl Untermainschleusen a fost declarat arie de protecție specială avifaunistică în aprilie 2003 pentru a proteja 25 de specii de animale.

## Biodiversitate
Situată în ecoregiunea continentală, aria protejată nu include niciun habitat protejat.
La baza desemnării sitului se află mai multe specii protejate de  păsări (25): pescăruș albastru (Alcedo atthis), rață lingurar (Anas clypeata), rață mică (Anas crecca crecca), Anas platyrhynchos platyrhynchos, Anas strepera strepera, gâscă cenușie (Anser anser), Ardea cinerea cinerea, rață-cu-cap-castaniu (Aythya ferina), rața moțată (Aythya fuligula), buhai de baltă (Botaurus stellaris stellaris), Bucephala clangula, cioară de semănătură (Corvus frugilegus), Fulica atra atra, Gallinula chloropus chloropus, cufundar mic (Gavia stellata), pescăruș râzător (Larus ridibundus), ferestraș mic (Mergus albellus), Mergus merganser merganser, gaia neagră (Milvus migrans), rață cu ciuf (Netta rufina), Phalacrocorax carbo sinensis, Podiceps auritus auritus, Podiceps cristatus cristatus, eider (Somateria mollissima), Tachybaptus ruficollis ruficollis.